# Callospermophilus
Callospermophilus es un género de ardillas terrestres.

## Características
Las especies del género son pequeñas o de tamaño medio y tienen una longitud entre cabeza y cuerpo de aproximadamente 20,6 a 31,2 centímetros. La cola mide de 5,2 a 11,6 centímetros de largo, que es por lo general 37 a 55% de la longitud del cuerpo; es corta y delgada, a veces un poco espesa. Las orejas miden de 15 a 25 milímetros de longitud, comparativamente grande, su espalda mide de 31 a 48 milímetros. Las especies difieren notablemente en su apariencia externa de otras ardillas terrestres, sobre todo dado su color llamativo. El color de fondo es marrón rojizo pálido brillante. En las tres especies, dos bandas apareadas de color blanco cremoso dibujan la oreja en la parte posterior, el centro de la cual es de color marrón. Estas tiras están flanqueadas por color marrón oscuro o líneas negras, los lados del animal son de color arena de color gris. La cabeza y el cuerpo son de color naranja o dorado y por lo tanto separado del resto del cuerpo. El pelaje es más largo y menos brillante que otros géneros de Marmotini. Las hembras de las especies Callospermophilus pueden tener de cuatro a cinco pares de pezones.

## Especies
Se reconocen las siguientes especies:
- Ardilla de manto dorado (C. lateralis)
- Ardilla de manto dorado de cascada (C. saturatus)
- Ardilla de Sierra Madre (C. madrensis)